# Philodromus dispar
Philodromus dispar là một loài nhện trong họ Philodromidae. Con cái lớn hơn con đực và rất đa dạng và màu sắc. Con đực có màu đen hoặc màu nâu với các cạnh màu trắng. Nhện dài khoảng 5 mm. Nó là loài phổ biến cho Nam Bỉ và Hà Lan.
Nó ăn côn trùng như ruồi. Nó không đang mạng nhện mà chỉ đi bắt mồi.

## Hình ảnh

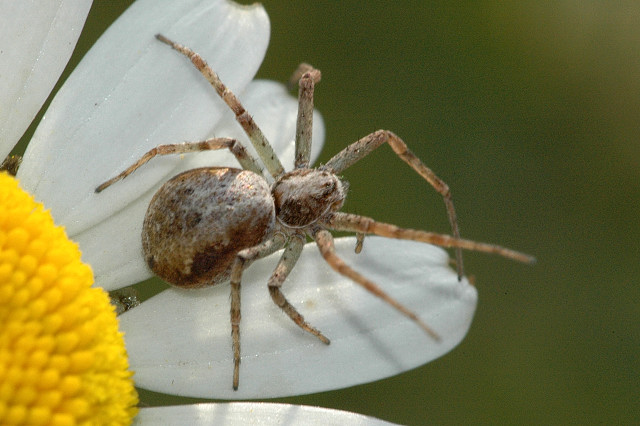
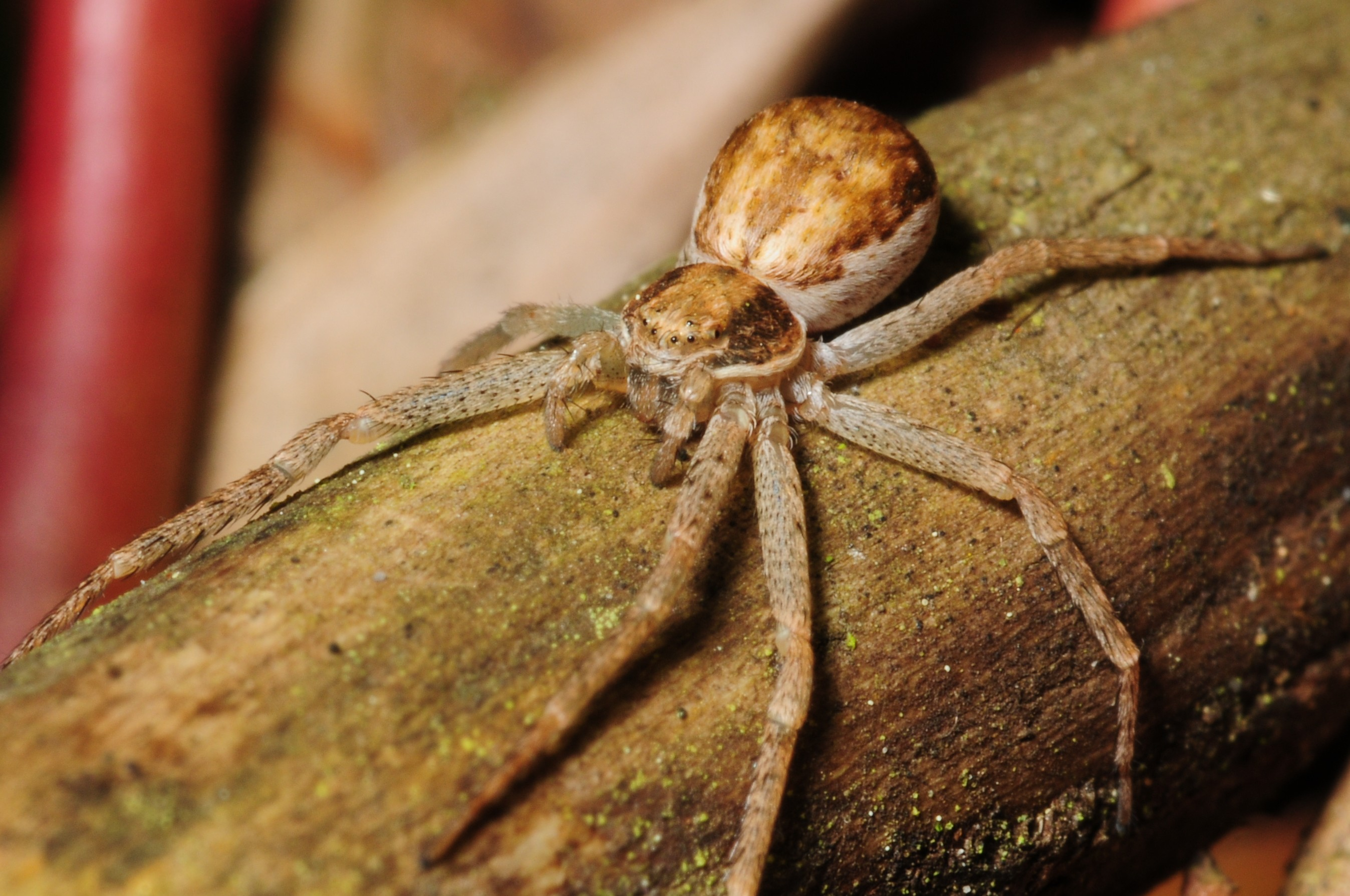
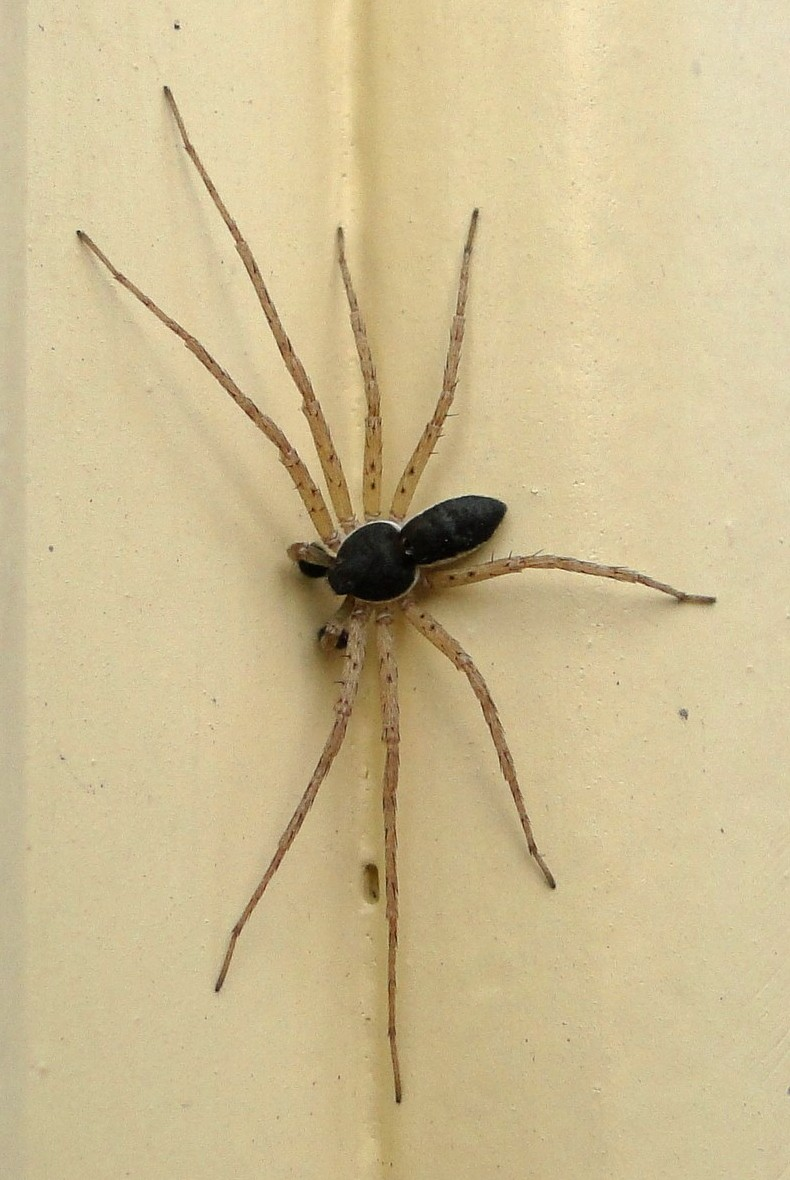
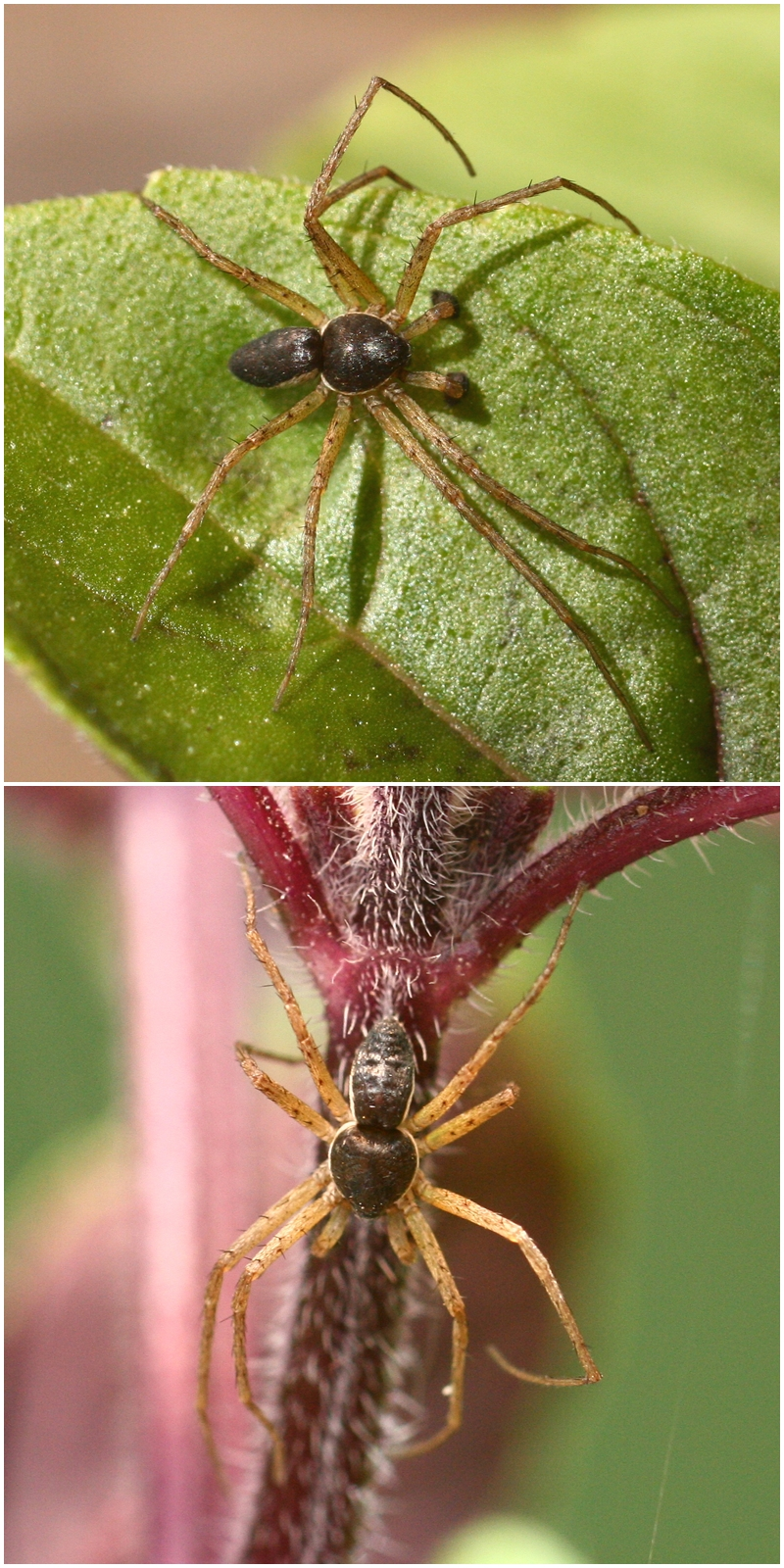